# 구도니시촌
구도니시촌(일본어: 久努西村)은 일본 시즈오카현의 서부, 슈치군에 속했던 촌이다. 현재의 후쿠로이시 중심부 북부. 도메이 고속도로 후쿠로이 나들목 주변에 해당한다.

## 역사
- 1889년 4월 1일 - 정촌제 시행에 의해 슈치군 구도니시촌이 성립하였다.
- 1948년 9월 1일 - 후쿠로이정과 합병해, 후쿠로이시가 성립하여, 동일 구도니시촌은 폐지되었다.

## 교통

### 철도노선
- 시즈오카 철도
  - 시즈오카 철도 아키하선

### 도로
현재는 국도 제1호선 후쿠로이 하이패스의 호리코시 나들목, 도메이 고속도로 후쿠로이 나들목이 위치해 있지만, 당시에는 미개통 상태였다. 

## 참고 문헌
- 角川日本地名大辞典編纂委員会,『角川日本地名大辞典 22 静岡県』, 角川書店, 1978年, ISBN 4040012208